# تل اعور
تل اعور (به عربی: تل اعور) یک روستا در سوریه است که در ناحیه مرکزی جسر الشغور واقع شده‌است. تل اعور ۶۰۱ نفر جمعیت دارد.